# LiveChat
LiveChat ist eine Live-Support-, Live-Marketing- und Web-Analyse-Anwendung für Unternehmen aller Größen. Die Software ist erhältlich als Software as a Service (SaaS).
Von LiveChat Software entwickelt, wurde die Anwendung 2002 veröffentlicht. Das System ermöglicht den Kontakt mit Webseitenbesuchern in Echtzeit und wird derzeit von über 37000 Firmen, darunter Außenministerium der Vereinigten Staaten, Bosch, Kaspersky Lab, Maybank und UNICEF genutzt.
Laut LeadLedger ist LiveChat einer der drei größten Chat Software Provider weltweit.

## Funktionen
Das LiveChat System besteht aus drei Elementen: Dem Internetbasierten Chatmodul, der Chatoberfläche für die Agenten und der Webbrowserbasierenden Bedienoberfläche. Die Mitarbeiteranwendungen sind erhältlich für Windows, macOS und mobile Geräte (Android, Apple iOS und Blackberry).
Es gibt zwei Möglichkeiten, wie ein Online-Chat initiiert werden kann:
- Passive Kommunikation: Der Besucher klickt auf die Chat-Schaltfläche, welche sich auf der Website befindet.
- Aktive Kommunikation: Entweder der Supportmitarbeiter lädt den Besucher manuell zum Chatten ein, oder ein passendes Kriterium wird erfüllt und das Chat-Modul lädt Besucher automatisch ein. Solche Kriterien sind z. B. Verbrachte Zeit auf der Seite, benutzter Suchbegriff, URL-Adresse, auf der sich der Besuchende befindet usw.[9] Wird so ein Kriterium erfüllt öffnet sich das Chat-Fenster mit einer beliebigen Begrüßung.[10] Während der Chat-Konversation können Mitarbeiter Verkäufe abschließen, was die Konversionsrate erhöht.[11]

Neben dem Chat sind weitere Funktionen die Echtzeit-Datenverkehrsanzeige und die Chat-Diagnose zur Auswertung der Mitarbeiterleistungen.
LiveChat ist eine proprietäre Software und erhältlich in Englisch, Spanisch, Französisch, Italienisch, Deutsch, Portugiesisch, Holländisch, Schwedisch, Griechisch, Russisch, Kroatisch, Tschechisch, Estnisch, Litauisch, Slowakisch, Türkisch, Vietnamesisch, Thailändisch und Chinesisch. Übersetzungen in andere Sprachen werden von den Nutzern implementiert.

## Integrationen
LiveChat kann REST-API-basiert integriert werden. Außerdem bietet LiveChat Integrationen mit anderen SaaS-Anbietern an und ermöglicht somit ein Software-Verbundsystem zu bilden:
- Customer-Relationship-Management: Highrise, Salesforce.com, SugarCRM, Tactile CRM
- Onlineshop-Plattformen: Shopify, Magento, Zen Cart
- Help-Desk-System: Zendesk[13][14]
- Content-Management-System: WordPress, Joomla, Drupal
- Remote Desktop: join.me, LogMeIn Rescue
- Online-Kundenservice-Plattform: Webservice First[15]
- Billing-Software: FreshBooks[16]
- Datenverkehrsanalyse: Google Analytics